# Spillane
Spillane — студийный альбом американского композитора Джона Зорна, вышедший в 1987 году. Диск состоит из трёх карточных композиций (англ. file-card pieces) и пьесы для голоса, струнного квартета и проигрывателя виниловых пластинок. Композиция Spillane, посвящённая Микки Спиллейну и созданная под влиянием его творчества, была переиздана в 1999 году на альбоме Godard/Spillane.

## Об альбоме
В обзоре Стивена Кука для сайта Allmusic альбому выставлены 4½ звезды и указано, что Spillane — не только одна из ярчайших работ Зорна, но и прекрасное введение в огромный корпус работ композитора.

### Forbidden Fruit (Запретный плод)

Исихара Юдзиро, Китахара Миэ и Цугава Масахико в фильме «Безумный плод»

Композиция является иллюстрацией гендерного стереотипа, касающегося азиатских женщин как представительниц иного экзотического мира, отличающегося от мира, в котором живёт композитор. Эти миры противопоставляются друг другу, и композитор страстно желает изучить мир своей героини-японки. Согласно авторским комментариям, вдохновением для создания композиции послужил кадр из фильма «Безумный плод» (1956), на котором изображены Исихара Юдзиро, Китахара Миэ и Цугава Масахико (яп. 津川雅彦). Китахара сидит таким образом, что тело её выглядит чрезвычайно доступным, однако рука скрывает грудь, а взгляд направлен в пространство позади камеры, не встречаясь со зрителем. Эта прекрасная японская женщина олицетворяет загадочный и недоступный для понимания восточный мир.
Текст «Запретного плода» рассказывает о сексуальной встрече между японкой и неким неназванным «им». Вокалистка Ота Хироми исполняет его в мягкой и сладостной манере, заканчивая бессмысленным детским лепетом. Такое наделение азиатских женщин качествами невинных девочек характерно для западной поп-музыки. Как композитор, Зорн управляет своими исполнителями как марионетками, заставляя их делать что угодно по его команде.
Подобно многим другим композициям Зорна, музыка «Запретного плода» представляет собой пастиш. В частности, в нём использованы фрагменты оперы «Кармен», фортепианной сонаты Моцарта в си-бемоль мажор (K. 315), скрипичного концерта соль минор Бруха. Всего в произведении присутствуют 12 тем и 4 набора из 12 вариаций, что делает музыку весьма насыщенной; несмотря на наличие отдельных импровизированных фрагментов, их невозможно отличить от написанных композитором. Музыка не содержит непосредственных отсылок к японской культуре, однако в сочетании с текстом на японском языке, названием и оформлением обложки альбома они становятся очевидными.

## Список композиций

### Spillane(25:12, трек 1)
Написан и аранжирован Джоном Зорном совместно с другими участниками записи. Автор текстов — Арто Линдсей.
Участники записи
- Энтони Коулман — фортепиано, электронный орган, челеста
- Кэрол Эмануэль — арфа
- Билл Фриселл — гитара
- Дэвид Хофстра — контрабас, туба
- Боб Джеймс — магнитофонные ленты, компакт-диски
- Бобби Превит — ударные, перкуссия
- Джим Стейли — тромбон
- Дэвид Вайнстайн — семплер, электронные клавишные
- Джон Зорн — альт-саксофон, кларнет
- Джон Лури — голос Майка Хаммера
- Роберт Квайн — голос совести Майка Хаммера
- Арто Линдсей — вокал (не указан на в списке исполнителей)

Записан в июне-августе 1986, микширован в августе 1987 Доном Хюнербергом на студии NBC Radio City Studios, Нью-Йорк.

### Two-Lane Highway(18:16, треки 2 и 3)
Трек 2 — Preacher Man/White Line Fever/Nacogdoches Gumbo/East Texas Freezeout/San Angelo Release/Rollin' to Killeen/Blowout/Devil’s Highway/Midnight Standoff/Marchin' for Abilene (13:30)

Трек 3 — Hico Killer/Long Mile to Houston (4:46)
Задуман и аранжирован Джоном Зорном специально для Альберта Коллинса.
Участники записи
- Альберт Коллинс — гитара, голос
- Роберт Квайн — гитара
- Джон Паттон — электронный орган
- Вэйн Хорвитц — фортепиано, электронные клавишные
- Мелвин Гиббс — бас-гитара
- Рональд Шеннон Джексон — ударные
- Бобби Превит — ударные, перкуссия

Записан в июне 1987, микширован в августе 1987 Доном Хюнербергом на студии NBC Radio City Studios, Нью-Йорк.

### Forbidden Fruit (Variations for Voice, String Quartet and Turntables)(10:20, трек 4)
Написан и аранжирован Джоном Зорном совместно с другими участниками записи. Автор текста — Reck (басист японской панк-группы Friction).
Участники записи
- Kronos Quartet:
  - Дэвид Харрингтон — скрипка
  - Джон Шерба — скрипка
  - Хэнк Датт — альт
  - Жоан Жанрено — виолончель
- Кристиан Марклай — диджейская вертушка
- Ота Хироми — голос

Записан в сентябре 1987 Ховардом Джонстоном на студии Russian Hill Recording (Сан-Франциско) и Оно Сэйгэном на студии Metal Box Studio (Токио). Микширован в сентябре 1987 Оно Сэйгэном на студии CBS Roppongi Studios (Токио).